# 포천 한탄강 멍우리 협곡
포천 한탄강 멍우리 협곡(抱川 漢灘江 멍우리 峽谷)은 경기도 포천시 관인면 사정리에 위치한 현무암 지질지형이다. 2013년 2월 6일 대한민국의 명승 제94호로 지정되었다.

## 개요
멍우리 협곡은 한탄강변을 따라 주상절리가 발달되어 있어, 뛰어난 경관을 볼 수 있다. 멍우리 협곡의 높이는 20~30 m 내외이며 길이는 약 4 km이다. 멍우리 협곡에는 주상절리 침식과 박리로 인한 소형 하식동굴이 30여기 정도 형성되어 있다.

## 같이 보기
- 포천시의 지질
- 포천 한탄강 현무암 협곡과 비둘기낭 폭포
- 한탄강

## 참고 자료
- 포천 한탄강 멍우리 협곡 - 국가유산청 국가유산포털

}